# The Life and Times
The Life and Times — американський інді-рок гурт із міста Канзас-Сіті, штат Міссурі. Гурт був створений в 2002 році.

## Історія
У 2003 році гурт The Life and Times випустив мініальбом The Flat End of the Earth на лейблі 54º40' or Fight!.
У 2005 році вийшов дебютний повноформатний альбом Suburban Hymns на лейблі DeSoto. З серпня 2005 року гурт зіграв понад 200 концертів у США на підтримку цього альбому.
У 2006 році на лейблі Trece Grabaciones вийшов роздільний з гуртом Nueva Vulcano спліт-CD /10". У червні 2006 року гурт виступив хедлайнером двотижневого туру Іспанією на підтримку спліту, у турі брав участь пост-рок гурт з Барселони, Nueva Vulcano (ex-Aina).
Їх четвертий реліз — мініальбом The Magician, який вийшов на лейблі Stiff Slack, у 2006 році.
У жовтні 2006 року гурт виступив хедлайнером туру у Японії на підтримку мініальбому The Magician, для лейбла Stiff Slack (у турі також брали участь гурти: Mercury Program, 31 Knots, Shiner, Mates of State), а в листопаді та грудні 2006 року — туру по США і Канаді.
Наприкінці літа 2007 року, у власній студії, гурт почав записувати новий повноформатний альбом. В березні 2008 року альбом був зведений Джейсоном Лівермором у Blasting Room у Форт-Коллінсі, Колорадо. 2 листопада 2008 року було оголошено, що гурт підписав контракт з лейблом Arena Rock Recording Company (Портленд, штат Орегон), на якому, зрештою, і був випущений альбом під назвою Tragic Boogie.
У січні 2011 року гурт випустив 7" вініловий мініальбом  під назвою Day II / Day III.
У вересні 2011 року гурт оголосив, що їхній новий альбом No One Loves You Like I Do буде випущений 17 січня 2012 року. Він вийде на лейблі SlimStyle.
Вони зіграли багато нових треків наживо (Day I, Day II, Day III, Day XII).
Відповідно до запису в блозі на вебсайті гурту, взимку 2011 року з гурту пішов Роб Сміт.

## Учасники гурту

### Поточні
- Аллен Еплі (Allen Epley),
- Ерік Аберт (Eric Abert),
- Кріс Меткалф (Chris Metcalf).

### Колишні
- Роб Сміт (Rob Smith),
- Джон Мередіт (John Meredith),
- Майк Мейерс (Mike Meyers).

## Дискографія

### Студійні альбоми
- Suburban Hymns (2005, DeSoto)
- Tragic Boogie (2009, Arena Rock)
- No One Loves You Like I Do (2012, Slimstyle Records)
- Lost Bees (2014, Slimstyle Records)
- The Life and Times (2017, Slimstyle Records)

### Мініальбоми, сингли та спліти
- The Flat End of the Earth (EP, 2003, 54º40' or Fight!)
- Split w/Nueva Vulcano (2006, Trece Grabaciones)
- Magician (EP, 2006, Stiff Slack)
- "Day II" b/w "Day III" (7", 2011 Hawthorne Street)
- Doppelgängers (EP, 2016)